# Elenaor Powell
Eleanor Powell (Springfield, 1912. november 21. – Beverly Hills, 1982. február 11.), amerikai énekesnő, táncosnő, színésznő.

## Pályafutása
Leginkább az 1930-as és 1940-es évek zenés filmjeiben játszott szteppszámairól emlékszik rá a világ. A Metro-Goldwyn-Mayer egyik legjobb táncos sztárja volt Hollywood aranykorában.
Powell a vaudeville-ben, a Broadwayen jelent meg, és a legkiemelkedőbb zenés filmekben szerepelt, köztük a Born to Dance (1936), a Broadway Melody of 1938, a Rosalie (1937) és a Broadway dallama (1940) c. filmekben.
Az 1940-es évek közepén visszavonult a filmezéstől, és egy keresztény gyerekeknek szóló tévéműsort vezetett. Időnként újra felbukkant az olyan filmekben, mint a pl. a Thousands Cheer. Azután még sikeresen szerepelt Las Vegasban.
Elenaor Powell a hollywoodi stúdiókorszak egyik legsokoldalúbb és legerősebb női táncosaként ismert. 69 éves korában rákban halt meg.

## Filmjei
- Queen High (1930)

- George White's 1935 Scandals (1935)
- Broadway Melody of 1936
- Born to Dance (1936)
- Broadway Melody of 1938
- Rosalie (1937)
- Honolulu (1939)
- Broadway Melody of 1940
- Lady Be Good (1941)
- Ship Ahoy (1942)
- Thousands Cheer (1943)
- I Dood It (1943)
- Sensations of 1945 (1944)
- Duchess of Idaho (1950)